# Kasteel van Caudon
Het kasteel van Caudon is een Frans kasteel in de gemeente Domme, in het departement Dordogne, in de regio Nouvelle-Aquitaine.
Het kasteel is beschermd als historisch monument.